# Christian Gray
Christian Thomas Gray (* 29. November 1996) ist ein neuseeländischer Fußballspieler, der hauptsächlich in der Abwehr als Innenverteidiger eingesetzt wird.

## Karriere
Aus der Jugend von Team Wellington wechselte er im Sommer 2015 in die des Auckland City FC. Zum Jahresstart 2016 verließ er diese in Richtung Waitakere United, seiner ersten Station im Erwachsenenbereich. Sein Debüt in der Premiership gab er am 21. Januar 2016 bei einer 0:4-Niederlage gegen WaiBOP United. Im Oktober 2016 wechselte er zu den Hamilton Wanderers und anschließend zu Birkenhead United, ehe er Anfang 2018 wieder zu Waitakere zurückkehrte. Nach drei Partien für Waitakere, von denen er nur bei einer einzigen über die komplette Spielzeit auflief, war für ihn im Sommer 2019 bereits wieder Schluss.
Er verblieb in der Premiership, wo er nun beim Eastern Suburbs AFC unterkam. Hier bekam er auch Einsätze in der später abgebrochenen Saison 2020 der OFC Champions League. Mit seinem Klub machte er dann auch den Wechsel hin zur National League mit und führte sein Team am Ende der Spielzeit als Kapitän an. Seit Anfang 2022 steht er beim Rekordmeister Auckland City FC unter Vertrag und holte mit diesem in der Spielrunde 2022 seine erste Meisterschaft. Zudem gewann er mit Auckland bislang drei Mal die OFC Champions League.